# 右旗七
天鷹座42，又名BD-04 4861，HD 185124、SAO 143621、HR 7460，是天鷹座的一颗恒星，视星等为5.46，位于銀經34.06，銀緯-12.42，其B1900.0坐标为赤經19h 32m 29s，赤緯-4° -12.42′ 15″。